# Trond Andersen
Trond Andersen (ur. 6 stycznia 1975 w Kristiansund), piłkarz norweski grający na pozycji środkowego obrońcy lub defensywnego pomocnika.

## Kariera klubowa
Karierę piłkarską Andersen rozpoczął w klubie Clausenengen FK. W 1995 roku został zawodnikiem Molde FK, w barwach którego zadebiutował w lidze norweskiej. W swoim debiutanckim sezonie wywalczył z Molde wicemistrzostwo Norwegii. W 1998 roku powtórzył ten sukces.
Latem 1999 roku Trond przeszedł do angielskiego Wimbledonu. Tam był podstawowym zawodnikiem, jednak wiosną 2000 klub spadł z Premiership do Division One i w tych rozgrywkach Andersen grał do 2003 roku. Po sezonie trafił do duńskiego Aalborga i w 2004 roku wystąpił z nim w finale Pucharu Danii (0:1 z FC København). Na początku 2006 roku znów zmienił barwy klubowe i został piłkarzem stołecznego Brøndby IF. Został z nim wicemistrzem kraju oraz zdobył Puchar Ligi Duńskiej, a w sezonie 2006/2007 wygrał Royal League.
| Sezon   | Klub           | Kraj     | Rozgrywki    | Mecze | Bramki |
| ------- | -------------- | -------- | ------------ | ----- | ------ |
| 1995    | Molde FK       | Norwegia | Tippeligaen  | 18    | 1      |
| 1996    | Molde FK       | Norwegia | Tippeligaen  | 21    | 0      |
| 1997    | Molde FK       | Norwegia | Tippeligaen  | 25    | 0      |
| 1998    | Molde FK       | Norwegia | Tippeligaen  | 24    | 2      |
| 1999    | Molde FK       | Norwegia | Tippeligaen  | 17    | 1      |
| 1999/00 | Wimbledon F.C. | Anglia   | Premiership  | 36    | 1      |
| 2000/01 | Wimbledon F.C. | Anglia   | Division One | 42    | 6      |
| 2001/02 | Wimbledon F.C. | Anglia   | Division One | 30    | 5      |
| 2002/03 | Wimbledon F.C. | Anglia   | Division One | 38    | 2      |
| 2003/04 | Aalborg BK     | Dania    | Superligaen  | 29    | 1      |
| 2004/05 | Aalborg BK     | Dania    | Superligaen  | 29    | 1      |
| 2005/06 | Aalborg BK     | Dania    | Superligaen  | 7     | 0      |
| 2005/06 | Brøndby IF     | Dania    | Superligaen  | 18    | 0      |
| 2006/07 | Brøndby IF     | Dania    | Superligaen  | 0     | 0      |
| 2007/08 | Brøndby IF     | Dania    | Superligaen  |       |        |

## Kariera reprezentacyjna
W reprezentacji Norwegii Andersen zadebiutował 20 maja 1999 roku w wygranym 6:0 towarzyskim spotkaniu z Jamajką. W 2000 roku został powołany przez selekcjonera Nilsa Johana Semba do kadry na Euro 2000. Tam był rezerwowym i nie zagrał w żadnym spotkaniu. Ostatni mecz w reprezentacji rozegrał w 2005 roku przeciwko Estonii (2:1). W kadrze narodowej wystąpił 38 razy.